# Гельмер Мернер
Гельмер Мернер (швед. Helmer Mörner, 8 травня 1895 — 5 січня 1962) — шведський вершник.
Олімпійський чемпіон 1920 (індивідуальне триборство), 1920 (командне триборство) років.